# ラヴ・ドント・コスト・ア・シング
「ラヴ・ドント・コスト・ア・シング (Love Don't Cost a Thing) 」はアメリカ合衆国の女優で歌手のジェニファー・ロペスの楽曲。この楽曲は、彼女の2枚目のスタジオ・アルバム『J.Lo』に収録され、アルバムからは最初のシングルとして2000年12月1日にリリースされた。各国の週間シングル・チャートでは、全英シングルチャートを始め、カナダ、イタリア、オランダ、ニュージーランドなどで1位を獲得した。